# Marian, the Holy Terror
Marian, the Holy Terror è un cortometraggio muto del 1914 scritto, interpretato e diretto da William Duncan.

## Trama
Per un equivoco, la tranquilla e inoffensiva Marian, che si è trasferita in Arizona dove lavora nel negozio dello zio, viene scambiata dai giovanotti locali per una ragazza pericolosa che stende i corteggiatori.

## Produzione
Il film fu prodotto dalla Selig Polyscope Company.

## Distribuzione
Distribuito dalla General Film Company, il film - un cortometraggio di 150 metri - uscì nelle sale cinematografiche statunitensi il 12 maggio 1914. Nelle proiezioni, veniva programmato con il sistema dello split reel, accorpato in un'unica bobina con un altro cortometraggio prodotto dalla Selig, il cartoon Doc Yak, the Marksman.